# Халабат
Халабат (англ. Khalabat)  — город в пакистанской провинции Хайбер-Пахтунхва, расположен в округе Харипур.

## Географическое положение
Высота центра НП составляет 724 метра над уровнем моря.

## Демография
Население города по годам:
| 1981   | 1998   | 2010   |
| ------ | ------ | ------ |
| 23 892 | 33 938 | 43 944 |